# Ceroplastes mierii
Ceroplastes mierii är en insektsart som först beskrevs av Targioni Tozzetti 1866.  Ceroplastes mierii ingår i släktet Ceroplastes och familjen skålsköldlöss. Inga underarter finns listade i Catalogue of Life.